# László Tőkés
László Tőkés (maďarsky Tőkés László; * 1. dubna 1952 Kluž) je maďarsko–rumunský politik maďarské národnosti a protestantský pastor, bývalý poslanec Evropského parlamentu.

## Biografie
Snaha rumunské tajné policie Securitate o jeho vystěhování byla v roce 1989 spouštěčem Rumunské revoluce, která nakonec svrhla komunistický režim Nicolaea Ceaușesca.
V letech 2007–2014 byl poslancem Evropského parlamentu za rumunský Demokratický svaz Maďarů v Rumunsku (RMDSZ) a následně v letech 2014–2019 za maďarskou stranu Fidesz – Maďarská občanská unie (Fidesz).